# 五棘淵八角魚
五棘淵八角魚，為輻鰭魚綱鮋形目杜父魚亞目八角魚科的其中一種，為溫帶海水魚，分布於北太平洋區，從白令海至美國加州南部海域，棲息深度110-910公尺，體長可達23公分，棲息在軟底質底層水域，生活習性不明。

## 扩展阅读
維基物種上的相關：五棘淵八角魚